# Тимофей (Халофтис)
Епи́скоп Тимофе́й (греч. Επίσκοπος Τιμόθεος, в миру Алкивиа́дис Хало́фтис, греч. Αλκιβιάδης Χαλόφτης, англ. Alcibiades Haloftis; 1917, Мегара, Греция — 21 декабря 1977, Чикаго) — епископ Константинопольской православной церкви, титулярный епископ Родостольский, викарий Американской архиепископии

## Биография
Живя в Мегаре, получил начальное и среднее образование. В 1934 году окончил богословский факультет Афинского университета, который в 1939 году со степенью в области теологии.
В 1936 году митрополитом Каристийским Пантелеимоном был рукоположён в сан диакона с наречением имени Тимофей. В том же году рукоположён в сан священника с возведением в сан архимандрита.
Служил настоятелем монастыря Спасо-Преображенского монастыря в Каристии. Затем служил проповедником Арголидской митрополии.
В 1940 году во время итало-греческой войны служил военным священником на фронте. Затем служил военным священником при Военном училище эвэлпидов в Афинах. Награждён Элладской Православной Церковью за служение в военное время.
В 1949—1951 году обучался в аспирантуре в Парижского католического института во Франции, с стипендией от французского правительства.
В 1949—1956 годы служил в Храме святого Георгия в Кифели, Афины.
В 1956 году уезжает служить в Канаду, где становится настоятелем общины святого Димитрия в Виннипеге, Манитоба, в юрисдикции Архиепископии Северной и Южной Америки Константинопольского Патриархата.
В 1957 году архимандрит Тимофей был переведён в Нью-Йорк, где назначен настоятелем церкви святого Елевферия. Во время службы там он был избран председателем Совета священников Первого архиепископского округа, а также президентом Института престарелый Греческой архиепископии в Йонкерсе, штат Нью-Йорк.
В 1960 году архиепископом Американским Иаковом (Кукузисом) был назначен протосинкеллом Американской архиепископии. В это время он также преподавал в православной духовной школе Святого Креста в Бруклайне (штат Массачусетс).
22 апреля 1962 года был хиротонисан в титулярного епископа Родостольского, викария Американской архиепископии Константинопольского Патриархата. Был назначен управляющим Буэнос-Айресским викариатством Американской архиепископии.
С 1963 года — управляющий Девятым (Торонтским) окргом Американской архиепископии, охватывавшем территорию Канады.
С 1967 года — управляющий Вторым (Чикагским) округом Американской архиепископии, охватывавшем территории штатов Иллинойс, Висконсин, Айова, Миннесота, Миссури и часть штата Индиана.
Скончался от рака 21 декабря 1977 года в Чикаго.